# اچ‌اچ ۱/۲
اچ‌اچ ۱/۲ (انگلیسی: HH 1/2) نخستین اجرامی هستند که به عنوان اجرام هربیگ-هارو شناخته شدند. این اجرام توسط جورج هربیگ و گی‌یرمو آرو کشف شدند. این اجرام در فاصلهٔ حدود ۱۵۰۰ سال نوری (۴۶۰ پارسک) و در صورت فلکی شکارچی نزدیک ان‌جی‌سی ۱۹۹۹ قرار دارند. اچ‌اچ ۱/۲ یکی از درخشان‌ترین اجرام هربیگ-هارو در آسمان شب و شامل یک جفت شوک تعظیم است که مخالف‌گرای هم هستند. این شوک‌های تعظیم با ۲/۵ دقیقه و ثانیه قوسی (جدایی پیش‌بینی شده در حدود ۱/۱ سال نوری) از هم قرار دارند.
جفت‌های اچ‌اچ ۱/۲ اولین اجسام هربیگ-هارو بودند که به کمک حرکت خاص تشخیص داده شدند و اچ‌اچ ۲ نیز اولین جسم هربیگ-هارو بود که به کمک اخترشناسی پرتو ایکس شناسایی شد. برخی از ساختارهای موجود در اجرام هربیگ-هارو با سرعت ۴۰۰ کیلومتر بر ثانیه حرکت می‌کنند. بخش مرکزی شامل یک هستهٔ ابری غیرشفاف به همراه فواره قطبی و یک سامانه ستاره‌ای است که در پایین ۳ میکرومتر نامریی می‌ماند. چنین منابعی برای نخستین مرتبه به کمک آرایه بسیار بزرگ شناسایی شدند و به همین مناسبت، «VLA 1» و «VLA 2» نامیده شدند. فواره‌ای که به سمت «HH 1» تمایل دارد در تصاویر نوری قابل مشاهده است اما فوارهٔ متقابل به سمت «HH 2» به کمک اخترشناسی فروسرخ و به وسیلهٔ تلسکوپ فضایی اسپیتزر شناسایی شد.

## نگارخانه

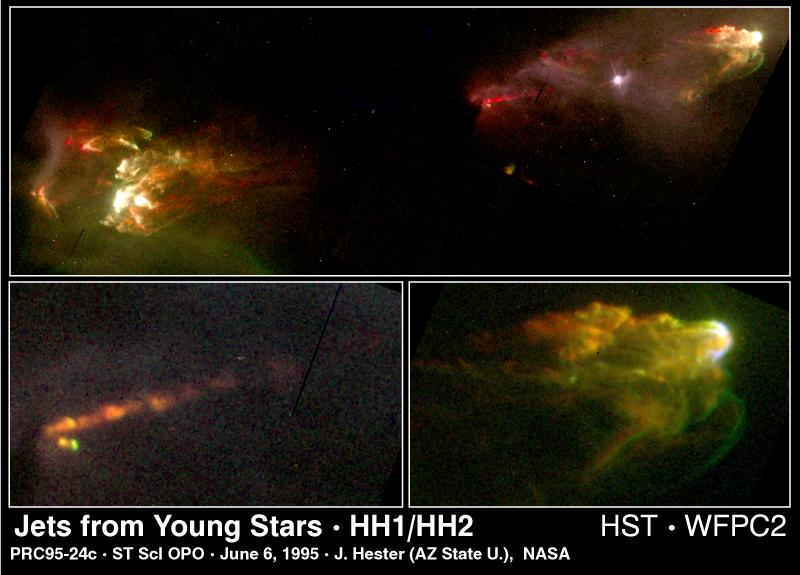
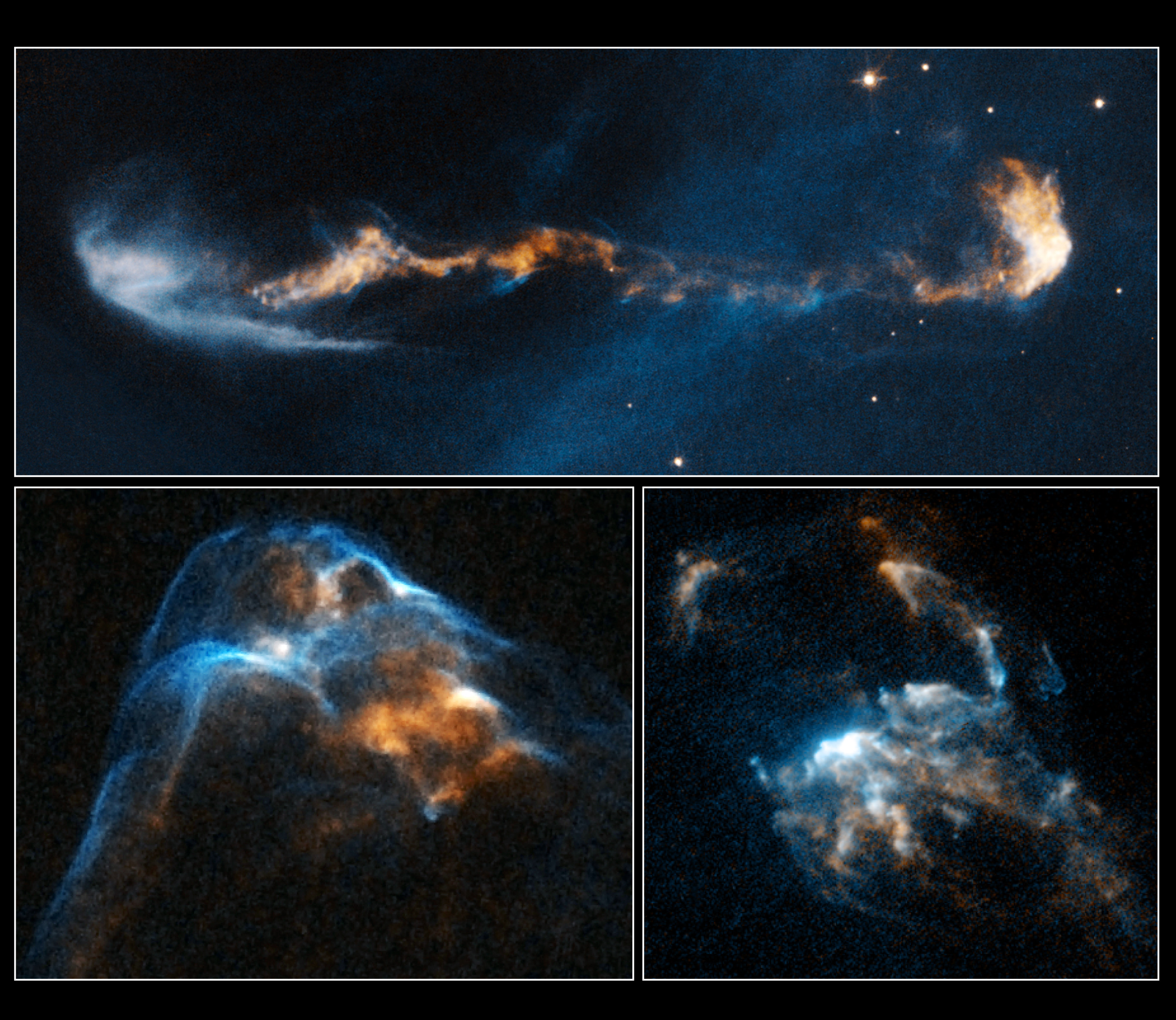
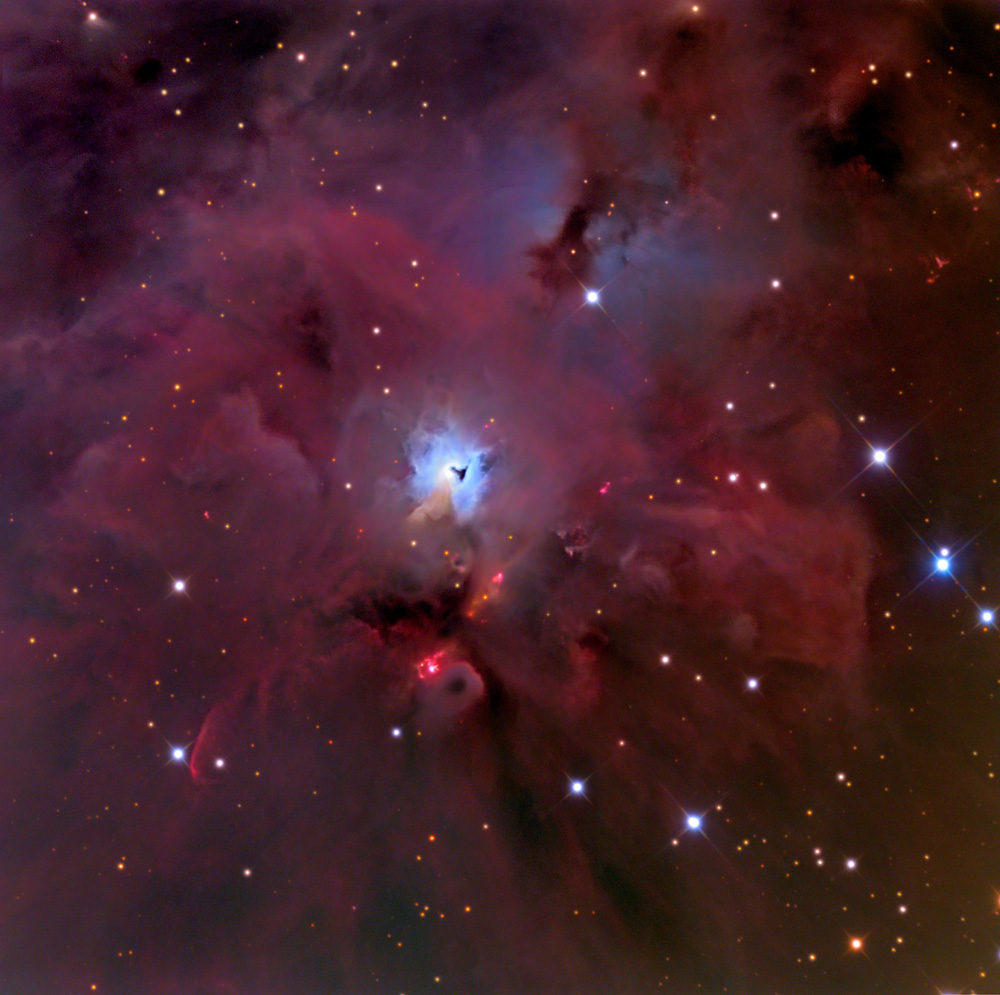